# Parque nacional Sjeverni Velebit
El parque nacional Sjeverni Velebit (literalmente, Velebit septentrional; croata, Nacionalni park Sjeverni Velebit) es el parque nacional más reciente en Croacia.  Fue establecido el 9 de junio de 1999, y empezó a trabajar en septiembre de ese mismo año. El área fue designado parque nacional debido a su riqueza en fenómenos cársticos, sobresaliente biodiversidad y naturaleza exquisitamente bella en una zona relativamente pequeña.
El parque se extiende por una superficie de 109 km² en la sección septentrional del monte Velebit, la montaña más grande de Croacia, si bien no es la más alta, toda ella un parque natural, una categoría menor de conservación de la naturaleza. Otro parque nacional en el Velebit es el de Paklenica en su lado meridional.

## El parque
En la parte central de este parque se encuentran las reservas estrictas de los Salientes Hajdučki (Hajdučki kukovi) y Rožanski (Rožanski kukovi), famosas por sus fenómenos geomorfológicos, los pozos. Hasta ahora se han descubierto más de 150 pozos, de los que el más famoso es el Pozo de Lucas, descubierto en 1992. El pico Zavižan (1676 m s. n. m.) también se encuentra dentro del parque, y tiene la estación meteorológica a mayor altitud de Croacia.

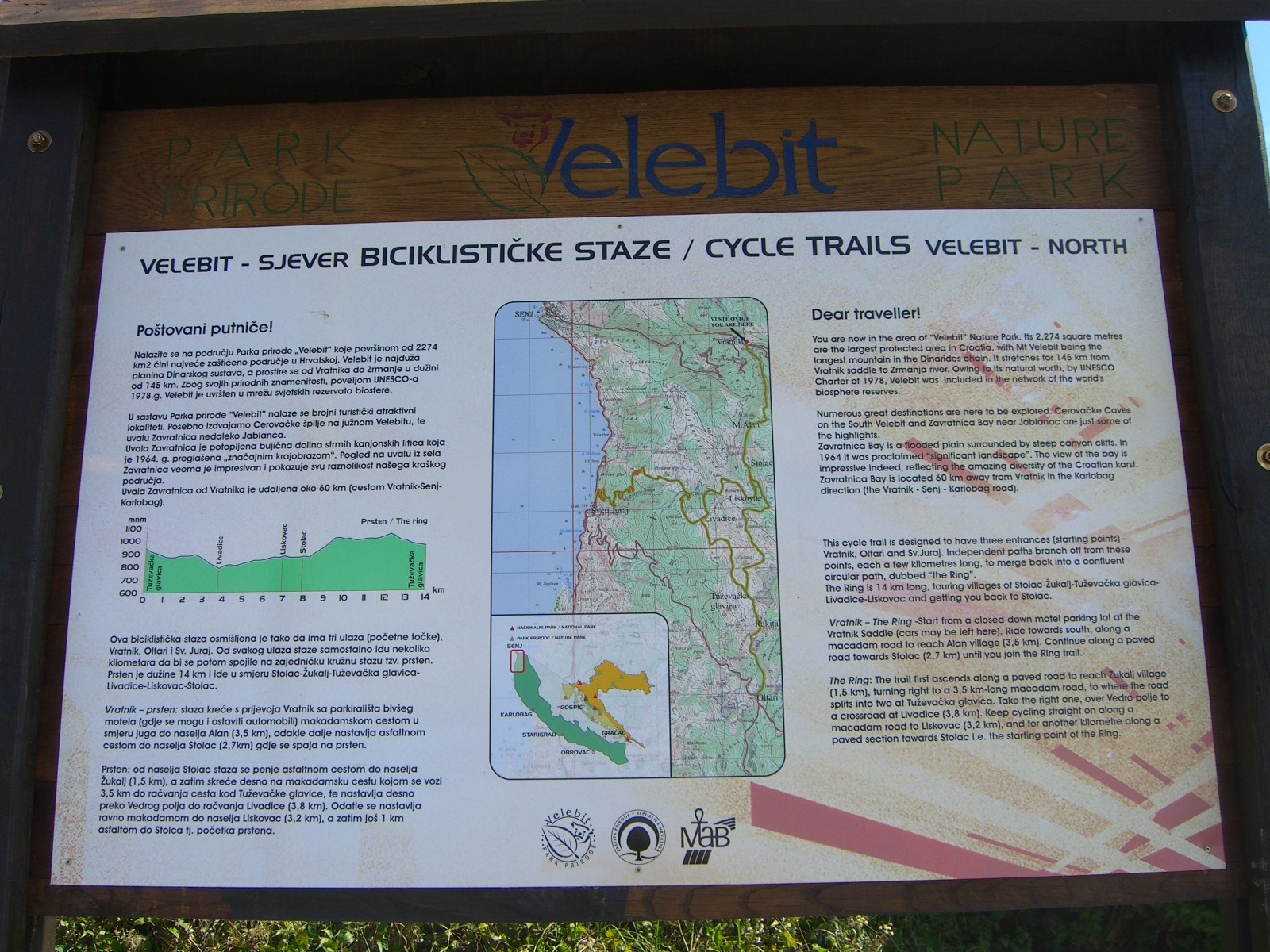
Mapa del parque.

La reserva del parque está protegida y los visitantes no pueden deambular por ella excepto por los senderos previamente designados. Sólo los investigadores científicos y las visitas educativas pueden entrar en el área protegida. Dentro de la reserva se encuentra la reserva botánica Visibaba, con riqueza de la endémica Croatian Sibirrhaea, y la reserva botánica Zavižan-Balinovac-Velika kosa, famosa por su sobresaliente colección de especies de flora montañosa. Dentro de la reserva hay un Jardín Botánico de Velebit, muy conocido, fundado pro el profesor de farmacología Fran Kušan en 1967.
El parque está cruzada por numerosos senderos. El más famoso y conocido es el Sendero de Premužić, que recibe este nombre por su constructor, el licenciado en ciencia forestal Ante Premužić quien lo construyó a finales de 1933. El sendero recorre las partes más bellas e interesantes del parque. Desde los numerosos picos en los alrededores se puede tener una vista magnífica del mar Adriático y sus islas Pag (isla), Rab, Goli Otok, Prvić y Krk, y también en el lado continental. 

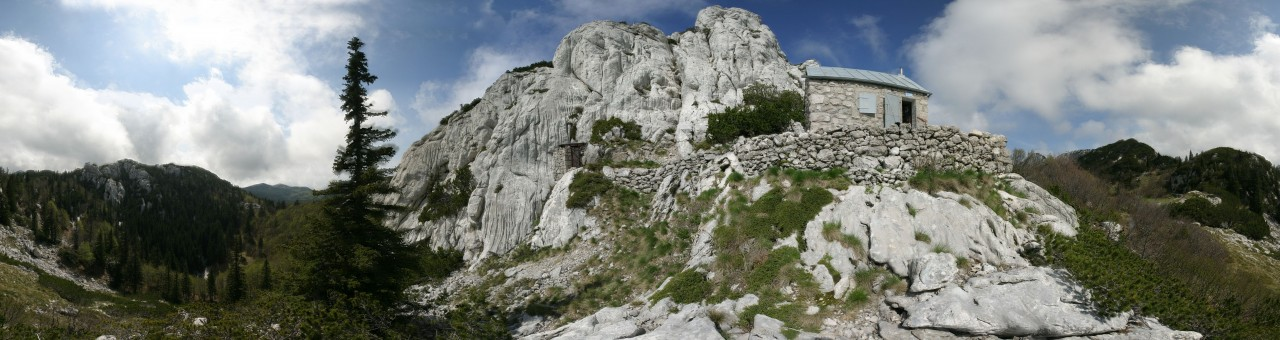
Refugio de Rossi.

El valor cultural del parque está presente en forma de ruinas numerosas de los llamados "casa del guarda de verano", que es testigo de tiempos pasados, cuando Velebit estaba habitada por numerosa población de pastores y ganaderos. En sus orillas costeras puede encontrarse muchas casas en ruinas, casas del guarda y paredes de piedra que en el pasado marcaban el estilo de vida específico de la población local quienes se dispersaron por todo el globo en los días siguientes, dejando tan sólo rastros de su presencia detrás de ellos.

## Reserva de la biosfera
Parte de la región del macizo Velebit está declarado reserva de la biosfera desde el año 1977. Es una franja de 145 kilómetros de largo y entre 10 y 30 km de ancho de paisaje cárstico. Se encuentra entre los 44°15' a 44°45'N y 15°00' a 15°45'E.44°30′N 15°22′E / 44.500, 15.367 Su superficie total es de 200.000 hectáreas. La Zona Núcleo es de 21.868 ha, mientras que la Zona Tampón es de 178.132 ha. La altitud de la reserva de la biosfera se encuentra entre los 200 y los 1.757 m s. n. m. Dentro de esta reserva viven alrededor de 20.000 personas (2003). Las comunidades del lado marítimo de la reserva de la biosfera se dedican al turismo, la pesca, la agricultura tradicional y los servicios dentro del parque natural de Velebit. Las comunidades del lado septentrional del Velebit viven principalmente de la agricultura, pequeños negocios, la caza y la tala de árboles. 
El principal ecosistema son los bosques esclerófilos de hoja perenne. En la parte litoral en el bosque predomina el Carpinetum orientalis, Seslerio spp. Ostrietum spp.ostryetum, Pinetum nigrae submediterraneum. En la zona de arst hay Fagetum subalpinum, Pinetum mughi y Picetum illyricum subalpinum; zonas interiores con Fagetum abietosum, Picetum montanum, Fagetum montanum etc. 
La ladera marítima es una zona de carst árida, mientras que los bosques cubren las sierras centrales y la ladera de Lika. Hay una rica biodiversidad, con bosques de Pinus halepensis, arbustos submediterráneos (Paliurus spina-christi, Carpinus orientalis), haya y de abetos plateados, pino bosnio, bosques de haya subalpina y prados subalpinos. 